# Weiler in der Gemeinde Risch

Siedlungen in der Gemeinde Risch

In der Gemeinde Risch im Kanton Zug in der Schweiz sind neben den vier Ortschaften drei, durch das Schweizerische Bundesamt für Raumentwicklung (ARE) anerkannte, Weiler sowie einige Weilerähnliche Streusiedlungen zu finden, von denen die meisten durch einen Ortsschutz geschützt sind. Als Weiler sind klassifiziert Berchtwil, Breiten und Ibikon, wobei Breiten einen Sonderfall darstellt. Historisch betrachtet lassen sich die drei oberen Nachbarschaften vom Rest der Gemeinde abtrennen. Im Post- und Statistikwesen zählen die Weiler und Nachbarschaften zu Rotkreuz.

## Die drei oberen Nachbarschaften
Die drei oberen Nachbarschaften beschreiben die in der Gemeinde höher, am Rooterberg, gelegenen Weiler und Bauernhöfe. Zu ihnen gehörten im historischen Kontext die Weiler Ibikon, Küntwil und Stockeri, des Weiteren die Streusiedlungen in Auleten, Bachtalen und Breiten sowie einige Einzelhöfe. Durch die Ortsplanung 1970 wurde der Weiler Küntwil Teil des Ortes Rotkreuz; durch die Richtplanung des Kantonszug von 2004 wurden Ibikon und Breiten als Weiler anerkannt und geschützt. Historisch verfügten die drei oberen Nachbarschaften über Sonderrechte im Steuer- und Schulwesen.

## Weiler

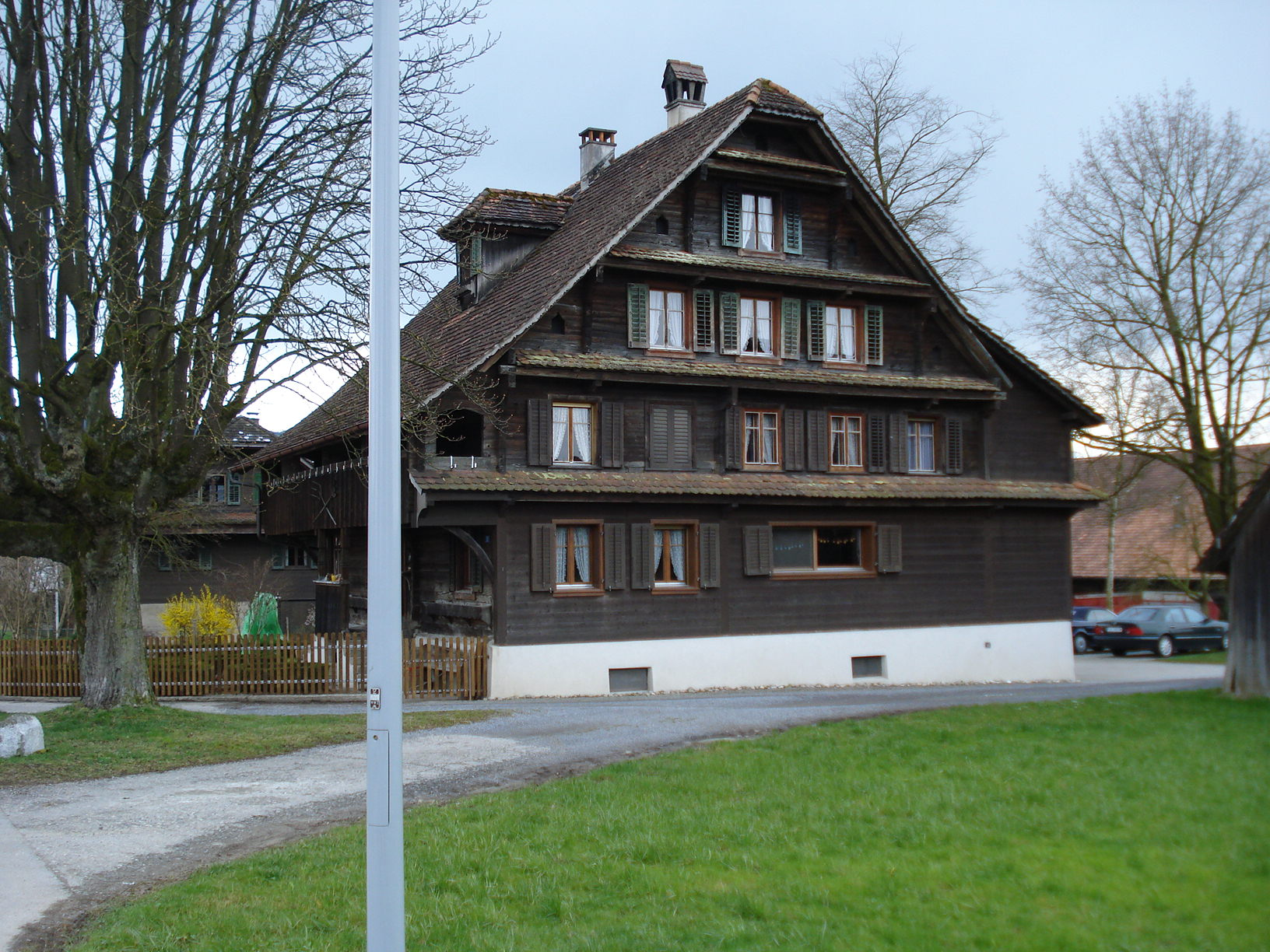
Berchtwil

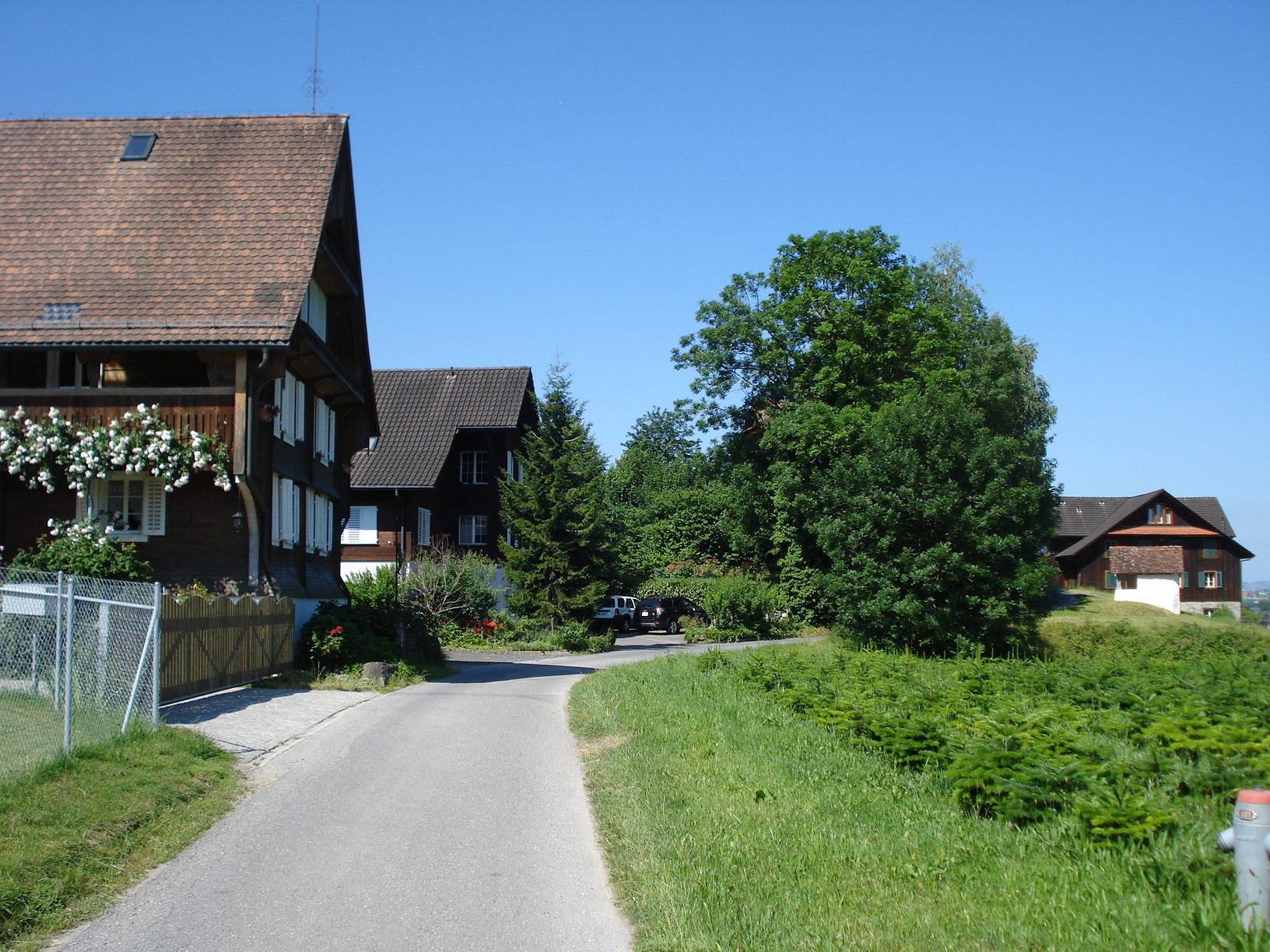
Ibikon

Das Schweizerische Bundesamt für Raumentwicklung (ARE) erklärte 2004 zusammen mit der Bauverwaltung des Kantons Zug drei Siedlungen in der Gemeinde Risch als Weiler:
- Breiten, welches durch mehrere Bauernhöfe gebildet wird, zählte in der Vergangenheit nicht zu den drei Nachbarschaften aufgrund seiner geringen Grösse. Breiten besitzt einen Aussichtspunkt auf das Zugerland und verfügt über Weinreben des Rischer Weines. Ibikon ist durch die Postautolinie 73 erschlossen. Durch einen Streit zwischen Kanton Zug und ARE wird Breiten seinen Status als Weiler verlieren.[3] Es liegt auf dem Gebiet der drei oberen Nachbarschaften.[2]

- Ibikon liegt südlich von Rotkreuz auf rund 600 m. ü. M. am Rooterberg. In Ibikon befindet sich ein Pferdehof, drei Bauernhöfe sowie einige Wohnhäuser. Die Postautolinie 73 Rotkreuz–Luzern erschliesst Ibikon. Es ist Teil der drei oberen Nachbarschaften.[2]

- Berchtwil liegt nordöstlich von Rotkreuz an der historischen Strasse Rotkreuz–Hünenberg. In Berchtwil gibt es ein paar Bauernhöfe und einen Kleintierzoo. Berchtwil ist durch das ARE als Weiler anerkannt und durch den Zuger Ortsschutz geschützt.

## Weilerähnliche Siedlungen
Diese Gebiete werden häufig inoffiziell als Weiler bezeichnet, da sie die typischen Merkmale von Weilern aufweisen, jedoch nicht als solche geschützt sind. Die meisten dieser Siedlungen umfassen weitere Bauernhöfe und Einzelsiedlungen als Streusiedlung.
- Alznach ist eine Ansammlung weniger Bauernhäuser westlich von Dersbach. Der Flurname Alznach ist auf den gallo-römischen Ortsnamen Alciniacum zurückzuführen. Viele der weiteren Flurnamen lassen auf eine spätere Besiedelung durch Alamannen schliessen.[2]

- Auleten ist eine Ansammlung weniger Bauernhäuser nordöstlich von Ibikon.

- Bachtalen ist eine Ansammlung weniger Bauernhäuser südlich von Küntwil.

- Dersbach bildet den nordöstlichen Teil der Gemeinde Risch und ist eine Streusiedlung aus mehreren Bauernhöfen. Südlich von Dersbach befindet sich das Schloss Freudenberg. Der Name Dersbach wird auch für das angrenzende Gebiet der Gemeinde Hünenberg ZG verwendet.

- Landhus ist eine Ansammlung weniger Bauernhäuser südlich von Risch.

- Stockeri, auch Stocken genannt, liegt zwischen Risch und Meierskappel an der Gotthardbahnstrecke. In der Stockeri liegt der ehemalige Bahnhof Meierskappel/Risch. Stockeri ist historisch Teil der drei oberen Nachbarschaften.[2]

- Zweiern (teilweise auch Zweieren oder Zweijern genannt) ist eine weiherähnliche Siedlung am Zugersee nördlich von Buonas. Es verfügt über ein Strandbad und liegt nahe dem Schloss Freudenberg.

## Bauernhöfe und Einzelsiedlungen
Weitere Bauernhöfe und Einzelsiedlungen, welche nicht direkt zu einer Ortschaft, einem Weiler oder einer weilerähnlichen Siedlung gezählt werden können, sind Berghof, Boden, Gibel, Grossweid, Kathrinenhof, Moos, Neuhaus, Ober Freudenberg, Oberrüti, Rütihof, Schönegg, Schönau, Steintobel, Sonnenbühl, Unter Auleten, Unter Freudenberg, Unterrüti und Waldhaus.

## Nicht mehr existente Weiler
Der Hof und Weiler Gangolfswil verschwand durch den Bau des Schlosses Freudenberg. Er lag am Ufer des Zugersees nördlich von Zweiern.
Die Weiler Allrüti, Blegi, Binzmühle, Halden, Küntwil, Rotrüti und Waldeten wurden durch die Ortsplanung von 1970 zu Rotkreuz vereinigt.
Die Ansammlung mehrerer Bauernhöfe entlang des Zugersees südlich von Risch wurde Oberrisch bezeichnet, wird heute aber durch den Bau mehrerer Wohngebiete als Ortsteil von Risch angesehen.